# 本間洋平
本間 洋平（ほんま ようへい、1948年（昭和23年）11月9日 - ）は、日本の小説家。本名、唐木田邦男。
長野県長野市生まれ。茨城大学経済学部卒業。デビュー作『家族ゲーム』は、1983年に森田芳光監督・松田優作主演で映画化、長渕剛主演でドラマ化された。2013年には櫻井翔主演で再びドラマ化されている。

## 受賞歴
- 1981年（昭和56年） - 「家族ゲーム」で第5回すばる文学賞

## 著作
- 家族ゲーム（1982年、集英社）
- 家族ゲーム（1984年、集英社文庫) → のち2013年に新装版（解説・高橋源一郎）
- カタルシス（1990年、集英社）